# Viercontinentenkampioenschap kunstschaatsen 2015

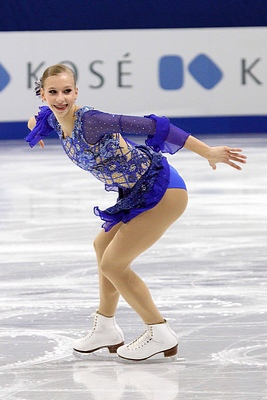

Het Viercontinentenkampioenschap is een jaarlijks terugkerend evenement in het kunstschaatsen dat georganiseerd wordt door de Internationale Schaatsunie (ISU) voor deelnemers uit landen buiten Europa, namelijk van de vier continenten Afrika, Amerika, Azië en Oceanië.
De editie van 2015 was het zeventiende "4CK" dat werd georganiseerd. De wedstrijden vonden plaats van 12 tot en met 15 februari in Seoel, de hoofdstad van Zuid-Korea. Het was de vijfde keer dat dit evenement in dit land plaatsvond, in 2002 en 2010 was Jeonju, in 2005 Gangneung en in 2008 Goyang gaststad voor deze kampioenschappen.
Medailles waren er te verdienen in de traditionele onderdelen: mannen individueel, vrouwen individueel, paarrijden en ijsdansen.
| Programma | Programma             | Programma           | Programma            | Programma          | Programma          | Programma |
| --------- | --------------------- | ------------------- | -------------------- | ------------------ | ------------------ | --------- |
|           | donderdag 12 februari | vrijdag 13 februari | zaterdag 14 februari | zondag 15 februari | zondag 15 februari |           |
| IJsdansen | korte kür             | vrije kür           |                      |                    | Gala               |           |
| Paren     | korte kür             |                     | vrije kür            |                    | Gala               |           |
| Mannen    | korte kür             |                     | vrije kür            |                    | Gala               |           |
| Vrouwen   |                       | korte kür           |                      | vrije kür          | Gala               |           |

## Deelnemende landen
Alle ISU-leden uit Afrika, Amerika, Azië en Oceanië hadden het recht om maximaal drie startplaatsen per categorie in te vullen. Deze regel is afwijkend ten opzichte van de overige ISU kampioenschappen waarbij extra startplaatsen kunnen worden verdiend door de prestaties van de deelnemers in het voorgaande jaar.
Vijftien landen schreven dit jaar deelnemers in voor dit toernooi. Zij vulden het aantal van 68 startplaatsen in. Canada en de Verenigde Staten vulden de maximale mogelijkheid van twaalf startplaatsen in. Ten opzichte van de editie van 2014 schreven India en Zuid-Afrika geen deelnemers in. Argentinië debuteerde op het "4CK" en Brazilië maakte zijn rentree.
(Tussen haakjes het aantal startplaatsen; respectievelijk: mannen, vrouwen, paren, ijsdansen)
| Canada (3-3-3-3) Verenigde Staten (3-3-3-3) China (3-1-3-3) Japan (3-3-1-1) | Zuid-Korea (3-3-0-1) Australië (2-2-0-0) Kazachstan (2-0-0-1) Filipijnen (0-2-0-0) | Hongkong (0-2-0-0) Mexico (0-1-0-1) Taiwan (2-0-0-0) Argentinië (1-0-0-0) | Brazilië (0-1-0-0) Maleisië (1-0-0-0) Oezbekistan (1-0-0-0) |

## Medailleverdeling
Bij de mannen won Denis Ten voor de eerste keer de titel, het was ook de eerste podiumplaats voor Kazachstan. Ook de Amerikaan Joshua Farris op de tweede plaats behaalde zijn eerste medaille op het "4CK". De Chinees Yan Han op plaats drie behaalde bij zijn tweede deelname zijn tweede medaille, ook in 2013 werd hij derde.
Bij de vrouwen veroverde de debutante Polina Edmunds de titel. Het was de zesde titel voor de Verenigde Staten in het vrouwenkampioenschap. Angela Nikodinov (2000), Jennifer Kirk (2002), Katy Taylor (2006) en Kimmie Meissner (2007) en Ashley Wagner (2012) behaalden de eerdere titels. De Japanse Satoko Miyahara behaalde haar tweede opeenvolgende zilveren medaille, het was ook haar tweede podiumplaats. Haar landgenote op plaats drie, Rika Hongo behaalde haar eerste medaille.
Bij de paren behaalden Meagan Duhamel / Eric Radford hun tweede titel, in 2013 wonnen ze de eerste. Het was de vierde titel voor Canada, het paar Jamie Salé / David Pelletier behaalden in 2000 en 2001 de twee eerdere titels. Voor Radford was het zijn derde medaille, in 2011 veroverde hij ook met Duhamel zilver. Voor Duhamel was het haar vierde medaille, in 2010 won ze ook nog brons met Craig Buntin als partner. Op plaats twee behaalden de Chinezen Peng Cheng / Zhang Hao als paar hun eerste medaille. Voor Peng was het ook haar eerste, voor Zhang was het zijn achtste medaille. Met zijn vorige partner Zhang Dan behaalde hij in 2005 en 2010 de titel, werd in 2004 en 2008 tweede, en won brons in 2002, 2003 en 2009. Hun landgenoten op plaats drie, Pang Qing / Tong Jian, behaalden hun negende "4CK"-medaille. Ze behaalden de titel in 2002, 2004, 2008, 2009 en 2011 en werden tweede in 2003, 2005 en 2007.
Bij het ijsdansen stonden net als bij de vorige zestien edities enkel Amerikanen en Canadezen op het erepodium. Het paar Kaitlyn Weaver / Andrew Poje behaalden hun tweede titel, in 2010 wonnen ze hun eerste. Het was hun derde medaille, in 2012 wonnen ze brons. Het was de achtste titel voor Canada, Shae-Lynn Bourne / Victor Kraatz (1999, 2001, 2003), Marie-France Dubreuil / Patrice Lauzon (2007) en Tessa Virtue / Scott Moir (2008, 2012) veroverden de andere titels. De Amerikaanse paren op de plaatsen twee en drie, respectievelijk Madison Chock / Evan Bates en Maia Shibutani / Alex Shibutani, behaalden beide hun tweede medaille. Chock/Bates wonnen brons in 2013 en broer en zus Shibutani wonnen zilver in 2011.
| Onderdeel | Goud                          | Zilver                     | Brons                           |
| --------- | ----------------------------- | -------------------------- | ------------------------------- |
| Mannen    | Denis Ten                     | Joshua Farris              | Yan Han                         |
| Vrouwen   | Polina Edmunds                | Satoko Miyahara            | Rika Hongo                      |
| Paren     | Meagan Duhamel / Eric Radford | Peng Cheng / Zhang Hao     | Pang Qing / Tong Jian           |
| IJsdansen | Kaitlyn Weaver / Andrew Poje  | Madison Chock / Evan Bates | Maia Shibutani / Alex Shibutani |

## Uitslagen
| #                | naam (deelname)        | land                      | punten | korte kür  | vrije kür   |
| ---------------- | ---------------------- | ------------------------- | ------ | ---------- | ----------- |
| Goud             | Denis Ten (6)          | Vlag van Kazachstan       | 289.46 | 97.61 (1)  | 191.85 (1)  |
| Zilver           | Joshua Farris (2)      | Vlag van Verenigde Staten | 260.01 | 84.29 (5)  | 175.72 (2)  |
| Brons            | Yan Han (2)            | Vlag van China            | 259.47 | 87.34 (3)  | 172.13 (4)  |
| 04               | Daisuke Murakami       | Vlag van Japan            | 256.47 | 82.86 (6)  | 173.61 (3)  |
| 05               | Shoma Uno              | Vlag van Japan            | 256.45 | 88.90 (2)  | 167.55 (5)  |
| 06               | Jason Brown            | Vlag van Verenigde Staten | 243.21 | 75.86 (9)  | 167.35 (6)  |
| 07               | Takahito Mura (3)      | Vlag van Japan            | 235.75 | 84.88 (4)  | 150.87 (7)  |
| 08               | Misha Ge (5)           | Vlag van Oezbekistan      | 226.20 | 82.25 (7)  | 143.95 (9)  |
| 09               | Wang Yi (2)            | Vlag van China            | 214.76 | 72.83 (10) | 141.93 (11) |
| 10               | Adam Rippon (5)        | Vlag van Verenigde Staten | 212.30 | 68.37 (12) | 143.93 (10) |
| 11               | Nam Nguyen (2)         | Vlag van Canada           | 209.33 | 63.78 (14) | 145.55 (8)  |
| 12               | Jeremy Ten (4)         | Vlag van Canada           | 207.75 | 77.09 (8)  | 130.66 (14) |
| 13               | Ronald Lam (2)         | Vlag van Hongkong         | 202.81 | 63.89 (13) | 138.92 (12) |
| 14               | Liam Firus             | Vlag van Canada           | 199.81 | 70.21 (11) | 129.60 (16) |
| 15               | Kim Jin-seo (2)        | Vlag van Zuid-Korea       | 199.64 | 61.53 (17) | 138.11 (13) |
| 16               | Denis Margalik         | Vlag van Argentinië       | 191.25 | 60.81 (18) | 130.44 (15) |
| 17               | Brendan Kerry (5)      | Vlag van Australië        | 181.25 | 63.23 (16) | 118.02 (18) |
| 18               | Lee June-hyoung (3)    | Vlag van Zuid-Korea       | 180.06 | 63.35 (15) | 116.71 (19) |
| 19               | Chih-I Tsao (2)        | Vlag van Taiwan           | 178.46 | 55.27 (21) | 123.19 (17) |
| 20               | Abzal Rakimgaliev (8)  | Vlag van Kazachstan       | 168.10 | 57.54 (19) | 110.56 (20) |
| 21               | Guan Yuhang            | Vlag van China            | 162.51 | 54.99 (22) | 107.52 (21) |
| 22               | Julian Zhi Jie Yee (2) | Vlag van Maleisië         | 157.35 | 57.02 (20) | 100.33 (22) |
| 23               | Byun Se-jong           | Vlag van Zuid-Korea       | 154.20 | 54.20 (23) | 100.00 (23) |
| 24               | Harry Hau Yin Lee (3)  | Vlag van Hongkong         | 134.10 | 51.10 (24) | 083.00 (24) |
| Alleen korte kür |                        |                           |        |            |             |
| 25               | Andrew Dodds (2)       | Vlag van Australië        |        | 46.91 (25) |             |
| 26               | Jui-Shu Chen (2)       | Vlag van Taiwan           |        | 44.48 (26) |             |

| #      | naam (deelname)                | land                      | punten | korte kür  | vrije kür   |
| ------ | ------------------------------ | ------------------------- | ------ | ---------- | ----------- |
| Goud   | Polina Edmunds                 | Vlag van Verenigde Staten | 184.02 | 61.03 (4)  | 122.99 (1)  |
| Zilver | Satoko Miyahara (2)            | Vlag van Japan            | 181.59 | 64.84 (1)  | 116.75 (2)  |
| Brons  | Rika Hongo                     | Vlag van Japan            | 177.44 | 61.28 (3)  | 116.16 (3)  |
| 04     | Gracie Gold (2)                | Vlag van Verenigde Staten | 176.58 | 62.67 (2)  | 113.91 (5)  |
| 05     | Zijun Li (3)                   | Vlag van China            | 175.92 | 60.28 (5)  | 115.64 (4)  |
| 06     | Yuka Nagai                     | Vlag van Japan            | 168.09 | 56.94 (7)  | 111.15 (8)  |
| 07     | Gabrielle Daleman              | Vlag van Canada           | 167.09 | 55.25 (8)  | 111.84 (6)  |
| 08     | Samantha Cesario (2)           | Vlag van Verenigde Staten | 166.76 | 54.95 (9)  | 111.81 (7)  |
| 09     | Park So-youn (2)               | Vlag van Zuid-Korea       | 163.75 | 53.47 (10) | 110.28 (9)  |
| 10     | Alaine Chartrand (2)           | Vlag van Canada           | 161.22 | 58.50 (6)  | 102.72 (10) |
| 11     | Kim Hae-jin                    | Vlag van Zuid-Korea       | 147.30 | 51.41 (11) | 095.89 (12) |
| 12     | Kailani Craine                 | Vlag van Australië        | 142.16 | 47.91 (12) | 094.25 (13) |
| 13     | Chea Song-joo                  | Vlag van Zuid-Korea       | 139.09 | 42.16 (15) | 096.93 (11) |
| 14     | Veronik Mallet (2)             | Vlag van Canada           | 130.15 | 42.92 (13) | 087.23 (14) |
| 15     | Melissa Bulanhagui (2)         | Vlag van Filipijnen       | 126.32 | 41.67 (16) | 084.65 (15) |
| 16     | Alisson Krystle Perticheto (2) | Vlag van Filipijnen       | 115.87 | 41.63 (17) | 074.24 (16) |
| 17     | Brooklee Han (3)               | Vlag van Australië        | 114.02 | 40.68 (18) | 073.34 (17) |
| 18     | Isadora Williams               | Vlag van Brazilië         | 113.96 | 42.86 (14) | 071.28 (18) |
| 19     | Reyna Hamuj (5)                | Vlag van Mexico           | 105.94 | 39.93 (19) | 066.01 (19) |

| #      | naam (deelname)                               | land                      | punten | korte kür  | vrije kür   |
| ------ | --------------------------------------------- | ------------------------- | ------ | ---------- | ----------- |
| Goud   | Meagan Duhamel (6) Eric Radford (4)           | Vlag van Canada           | 219.48 | 75.67 (1)  | 143.81 (1)  |
| Zilver | Peng Cheng (2) Zhang Hao (9)                  | Vlag van China            | 201.45 | 69.81 (3)  | 131.64 (3)  |
| Brons  | Pang Qing (12) Tong Jian (12)                 | Vlag van China            | 199.99 | 66.87 (4)  | 133.12 (2)  |
| 04     | Sui Wenjing (3) Han Cong (3)                  | Vlag van China            | 198.88 | 69.19 (3)  | 129.69 (4)  |
| 05     | Alexa Scimeca (2) Chris Knierim (2)           | Vlag van Verenigde Staten | 187.98 | 63.54 (5)  | 124.44 (5)  |
| 06     | Ljoebov Iljoesjetsjkina Dylan Moscovitch (4)  | Vlag van Canada           | 173.50 | 60.13 (6)  | 113.37 (6)  |
| 07     | Haven Denney (2) Brandon Frazier (2)          | Vlag van Verenigde Staten | 167.57 | 56.98 (9)  | 110.59 (7)  |
| 08     | Tarah Kayne (2) Daniel O'Shea (20             | Vlag van Verenigde Staten | 166.67 | 57.91 (8)  | 108.76 (8)  |
| 09     | Kirsten Moore-Towers (4) Michael Marinaro (2) | Vlag van Canada           | 160.70 | 59.30 (7)  | 101.40 (9)  |
| 10     | Narumi Takahashi (4) Ryuichi Kihara           | Vlag van Japan            | 132.84 | 45.63 (10) | 087.21 (10) |

| #      | naam (deelname)                                      | land                      | punten | korte kür  | vrije kür   |
| ------ | ---------------------------------------------------- | ------------------------- | ------ | ---------- | ----------- |
| Goud   | Kaitlyn Weaver (6) Andrew Poje (6)                   | Vlag van Canada           | 177.46 | 68.31 (3)  | 109.15 (1)  |
| Zilver | Madison Chock (4) Evan Bates (3)                     | Vlag van Verenigde Staten | 176.18 | 70.38 (1)  | 105.80 (2)  |
| Brons  | Maia Shibutani (4) Alex Shibutani (4)                | Vlag van Verenigde Staten | 170.79 | 69.65 (2)  | 101.14 (3)  |
| 04     | Piper Gilles (3) Paul Poirier (5)                    | Vlag van Canada           | 162.25 | 63.45 (4)  | 098.80 (4)  |
| 05     | Kaitlin Hawayek Jean-Luc Baker                       | Vlag van Verenigde Staten | 149.98 | 58.31 (6)  | 091.67 (5)  |
| 06     | Alexandra Paul (2) Mitchell Islam (2)                | Vlag van Canada           | 149.98 | 58.31 (6)  | 088.58 (5)  |
| 07     | Wang Shiyue (2) Liu Xinyu (2)                        | Vlag van China            | 130.95 | 48.71 (7)  | 082.24 (7)  |
| 08     | Emi Hirai (3) Marien dela Asuncion (3)               | Vlag van Japan            | 122.67 | 47.80 (8)  | 074.87 (8)  |
| 09     | Rebeka Kim Kirill Minov                              | Vlag van Zuid-Korea       | 120.76 | 46.54 (9)  | 074.22 (9)  |
| 10     | Zhao Yue (2) Zheng Xun (7)                           | Vlag van China            | 115.12 | 43.59 (10) | 071.53 (10) |
| 11     | Pilar Maekawa Moreno (3) Leonardo Maekawa Moreno (3) | Vlag van Mexico           | 106.27 | 40.86 (12) | 065.41 (11) |
| 12     | Karina Uzurova Ilias Ali                             | Vlag van Kazachstan       | 102.54 | 39.84 (13) | 062.70 (12) |
| 0-     | Zhang Yiyi (2) Wu Nan (2)                            | Vlag van China            |        | 42.54 (11) | t.z.t.      |

1999 · 
2000 · 
2001 · 
2002 · 
2003 · 
2004 · 
2005 · 
2006 ·
2007 ·
2008 ·
2009 ·
2010 ·
2011 ·
2012 ·
2013 ·
2014 ·
2015 ·
2016 ·
2017 ·
2018 ·
2019 ·
2020 ·
2021 ·
2022
EK kunstschaatsen ·
WK kunstschaatsen ·
WK kunstschaatsen junioren ·
Olympische Spelen